# Kassim Ahamada
Kassim Ahamada (ur. 18 kwietnia 1992 w Dzaoudzi) – komoryjski piłkarz występujący na pozycji obrońcy w AS Chatou.
W reprezentacji Komorów zadebiutował 28 marca 2011 w przegranym 0:3 pojedynku kw. do PNA 2012 z Libią. W 2022 został powołany do kadry na Puchar Narodów Afryki 2021, nie zagrał jednak na nim w żadnym meczu, a Komory odpadły z turnieju w 1/8 finału.